# Witold Gądzikiewicz

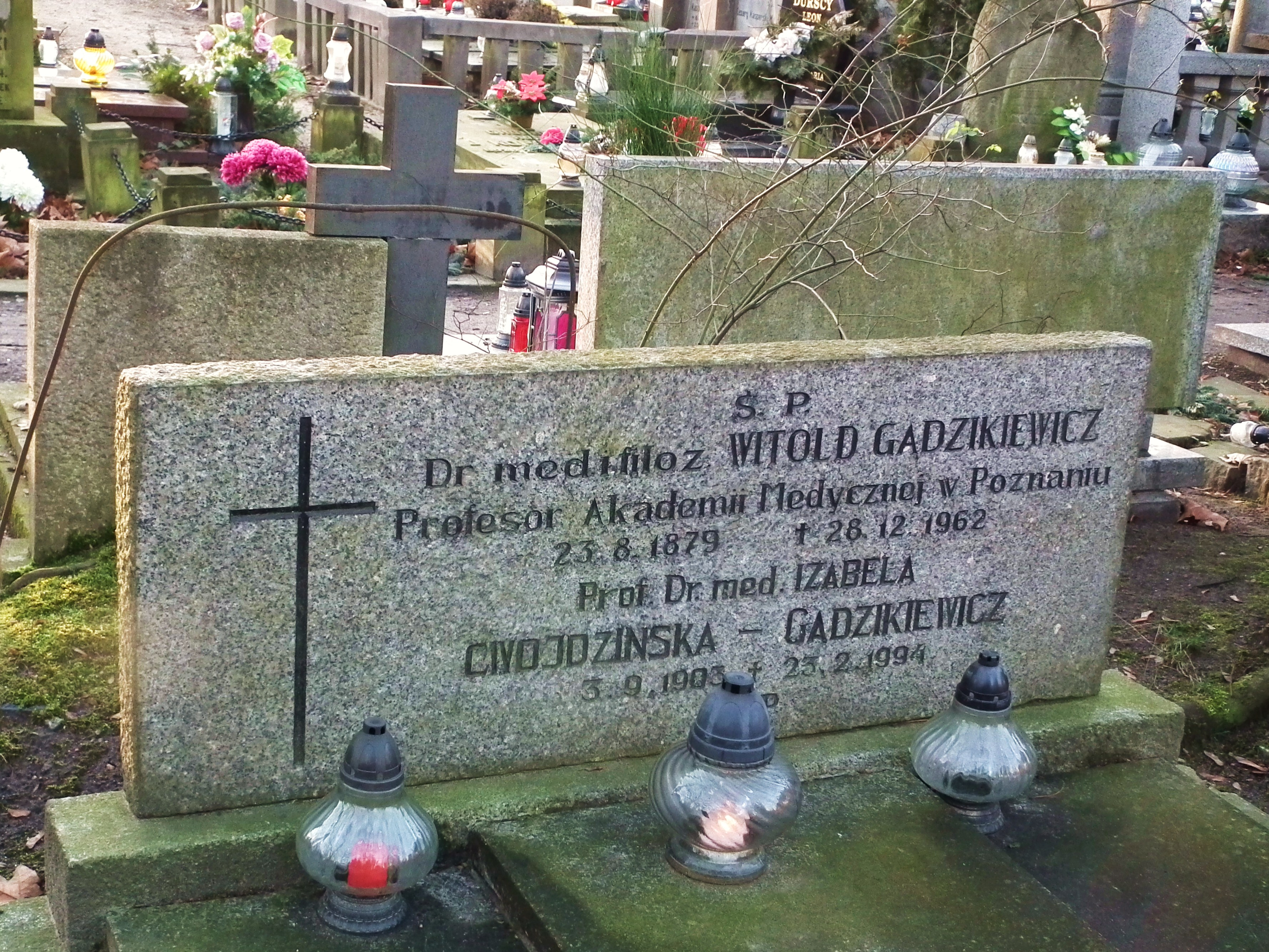
Grób na cmentarzu Górczyńskim

Witold Stanisław Ludwik Gądzikiewicz (ur. 23 sierpnia 1879 w Zawierciu, zm. 28 grudnia 1962 w Poznaniu) – polski lekarz, profesor zwyczajny Uniwersytetu Jagiellońskiego (1924–1937), Uniwersytetu Warszawskiego (1937–1939) i Uniwersytetu im. Adama Mickiewicza w Poznaniu oraz Akademii Górniczo-Hutniczej i AWF w Krakowie

## Życiorys
Witold Gądzikiewicz studiował w Odessie, Charkowie oraz Fryburgu i Zurychu. W 1921 został docentem higieny w Instytucie dla Doskonalenia Lekarzy w Piotrogrodzie, od 1924 był profesorem higieny na Uniwersytecie Jagiellońskim, od tego czasu jest nazywany twórcą polskiej szkoły higieny. W 1937 przeprowadził się do Warszawy i objął Katedrę Higieny na Wydziale Lekarskim Uniwersytetu.
Podczas II wojny światowej był od 1 września 1943 dziekanem Wydziału Lekarskiego Uniwersytetu Warszawskiego. Wykładał w Prywatnej Szkoły Zawodowej dla Pomocniczego Personelu Sanitarnego doc. Jana Zaorskiego, która była konspiracyjną formą tajnego Wydziału Lekarskiego UW
Po zakończeniu II wojny światowej wyjechał do Poznania, gdzie współtworzył Katedrę Higieny na Uniwersytecie Poznańskim. W 1950 został profesorem higieny na Akademii Medycznej w Poznaniu, rok później przeszedł w stan spoczynku. Został odznaczony Orderem Virtuti Militari V kl..
Pochowany na cmentarzu Górczyńskim w Poznaniu (kwatera IIL1-1-5).

## Publikacje
Był encyklopedystą, edytorem czterotomowej, ilustrowanej Nowoczesnej encyklopedii zdrowia wydanej w latach 1937–1939 w Warszawie. Opublikował również:
- Higiena książki, Warszawa-Lwów 1925;
- Strój górali podhalańskich pod względem higjenicznym [...]. Warszawa. 1926.
- Badania książek szkolnych	Poznań 1923
- Dziesięć lat pracy zreformowanego Zakładu Higjeny U.J. W Krakowie. 1924-1934. Kraków 1934
- Zbiór prac i streszczeń poglądowych z Zakładów Higieny Uniwersytetu Jagiellońskiego w Krakowie (1937) i Uniwersytetu Józefa Piłsudskiego w Warszawie (1938) : 1937 i 1938 r.
- Zbiór prac i streszczeń poglądowych z Zakładu Higjeny Uniwersytetu Jagiellońskiego : 1932-1934
- Zbiór prac i streszczeń poglądowych z Zakładu Higjeny Uniwersytetu Jagiellońskiego, 1935–1936
- Podręcznik higieny ogólnej. wyd. LEKARSKI INSTYTUT NAUKOWO-WYDAWNICZY, Warszawa T. 1 1946.
- Podręcznik higieny ogólnej. T. 2 wyd. LEKARSKI INSTYTUT NAUKOWO-WYDAWNICZY, Warszawa 1949

## Życie prywatne
Miał żonę Dorotę z domu Gluck, która była lekarzem.